# ساندرا راوخ
ساندرا راوخ (بالألمانية: Sandra Rauch)‏ (و. 1967  م) هي فنانة ألمانية، ولدت في برلين.